# Anton Rafael Mengs, padre de la artista
Anton Rafael Mengs, padre de la artista es un pastel sobre papel de la pintora alemana Anna María Mengs, datado en 1780-1792 y conservado en el Museo del Prado de Madrid (España). Esta obra retrata al padre de la autora, el también pintor Anton Raphael Mengs.

## Descripción
Pintura realizada en pastel sobre papel, sus dimensiones son 573 x 442 mm. Sobre un fondo azul intenso el pintor aparece con una bata de color ocre rojizo con cuello de terciopelo negro, un chaleco azul oscuro y un pañuelo del mismo color que la bata, bajo el cual se ve el cuello de una camisa blanca. con una expresión característica de los retratos tardíos, seria y melancólica, refleja una grandeza moral con afán de recuperar la belleza ideal.

## Historia
Se trata de una copia, en pastel, realizada a partir del autorretrato del propio Anton Raphael Mengs y que regaló al diplomático Bernardo de Iriarte. De aquel primer cuadro, el artista Manuel Salvador Carmona, esposo de Mengs, hizo una estampa, y ella realizó dos obras en pastel.
Del pastel expuesto en el Museo del Prado no se conoce la procedencia inicial. En 1812, fue expuesta en la Real Academia de Bellas Artes de San Fernando una copia a la que se denominó Retrato del Caballero Mengs copiado al pastel por su hija Dª Ana. Los dos pasteles conocidos del retrato, ambos de un tamaño similar, recuerdan a la pintura original a excepción del fondo que Mengs hizo en un azul luminoso, y que fue utilizado para difundir la imagen del artista.
Con la renovación de abril de 2021 de la sala del siglo XIX del Museo del Prado, la obra se expone como parte de la colección permanente de la pinacoteca. La segunda copia, en la colección particular del marqués de Luca de Tena, parece proceder de la colección del Infante Don Luis.